# گرومو آپولا
گرومو آپولا (به ایتالیایی: Grumo Appula) یک کومونه در ایتالیا است که در استان باری واقع شده‌است.

## خصوصیات
گرومو آپولا ۸۰ کیلومترمربع مساحت و ۱۳٬۰۰۷ نفر جمعیت دارد و ۱۸۱ متر بالاتر از سطح دریا واقع شده‌است.